# Hydraena revelovela
Hydraena revelovela är en skalbaggsart som beskrevs av Perkins 2007. Hydraena revelovela ingår i släktet Hydraena och familjen vattenbrynsbaggar. Inga underarter finns listade i Catalogue of Life.